# 드미치 데이비스
드미치 데이비스(D'Mitch Davis, 1941년 7월 15일 ~ )는 미국의 싱어송라이터, 배우, 작곡가, 텔레비전 배우이다.
슈리브포트에서 태어났다.

## 영화
- 비열한 거리 (1973년)